# Ханнес Ліндеман
Ха́ннес Лі́ндеманн (28 грудня 1922 — 17 квітня 2015 року) — німецький лікар і мореплавець. Здійснив два плавання через Атлантичний океан: вперше на видовбаному зі стовбура червоного дерева каяку, виготовленого ним у Ліберії, вдруге — на п'ятиметровій байдарці «Klepper Aerius II double», обладнаній двома щоглами та аутригером. Свої подорожі описав у книзі «Один у морі» (англ. Alone at Sea). В одиночне плавання він вирушив, продовжуючи та розвиваючи дослідження Тура Хейєрдала (Кон-Тікі, 1947 р.) та Алена Бомбара («Єретик», 1952 р.), а також завдяки дослідницькому інтересу: Ліндеманн хотів зрозуміти і перевірити на собі, чи зможе людський розум і тіло вижити в морських умовах за мінімальних запасів їжі та води.

## Біографія
- Колишній німецький піхотинець, випускник Гамбурзької медичної школи[6] .
- З 1953 року працював штатним лікарем у французькому Марокко, потім у Ліберії (Червоний хрест)[7]. У цей час народився план його першої великої подорожі через Атлантику як експерименту з виживання людей в океані та перевірки застосування аутотренінгу[8].
- У 1955 році на видовбаному суденчику з мінімумом продовольства і води він здійснив подорож від мису Пальмас на півдні Ліберії до Канарських островів. По дорозі він виходив на берег у Гані та марокканському порту Мазаган[8][7].
- У 1956 році здійснив ще один морський перехід завдовжки 3400 морських миль з мису Лас-Пальмас до острова св. Варфоломія на Малих Антильських островах[9].
- Згодом Ліндеманн навчав працівників Червоного Хреста, був викладачем з аутогенного тренування та психічної гігієни в Боннському університеті, писав книги[10].
- Ханнес Ліндеманн помер 17 квітня 2015 року у віці 92 років у Бонні[11].

## Історія подорожей
У 1952 році Ліндеманн у Касабланці зустрівся з французьким лікарем Аленом Бомбаром, який раніше здійснив одиночне плавання у відкритому океані. Ця зустріч, за словами Ліндеманна, змінила його життя, оскільки Бомбар стверджував, що в океані можна вгамувати спрагу солоною морською водою. Ліндеманн заперечував і пізніше вирішив перевірити це на власному досвіді .
У 1955 році, вийшовши з Ліберії на видовбаному невеликому судні довжиною 7,70 метра і вагою 600 кг, узявши компас і мінімум запасів продовольства і води, він з другої спроби за 65 днів перетнув Атлантичний океан — від Лас-Пальмас до Гаїті. За його словами, він дістався «скоріше мертвим, ніж живим».
20 жовтня 1956 року 33-річний лікар вирушив у другу подорож, цього разу на складаній байдарці Klepper довжиною 5,2 метри і вагою близько 25 кг і подолав 3400 морських миль від мису Лас-Пальмас до острова Св. Варфоломія на Малих Антильських островах. На той час це був світовий рекорд одиночного плавання у відкритому океані. Від нестачі сну лікар страждав більше, ніж від голоду (він втратив близько 50 кг), оскільки відчував акустичні та оптичні галюцинації. Хвилі двічі перекидали його човен, він втратив стерно на останній ділянці переходу, вручну ремонтував вітрило і на 72-й день дістався пункту призначення.
На байдарці він відійшов від Канарських островів і взяв курс на Карибські острови. Веслував він досить рідко, хоча йому довелося використовувати весло, коли зламалося стерно. Він узяв із собою 70 кілограмів запасів, більшу частину яких становили консервовані продукти. Однак, через те, що байдарка виявилася перевантаженою, йому довелося позбутися частини запасів, викинувши їх за борт. Спіймана риба допомагала йому урізноманітнити раціон, запаси води поповнювала зібрана дощова вода. Перехід на Сен-Мартен завдовжки 4800 кілометрів зайняв у нього 72 дні.
Ближче до кінця подорожі він потрапив у шторму із силою вітру у 8 та поривами до 9 балів. У цей період він двічі перевертався, переслідуваний галюцинаціями, спричиненими перевтомою та відсутністю сну. Іноді він впадав у тантричний стан або змінений стан свідомості — відчував себе в повній безпеці в байдарці, що промокла наскрізь, незважаючи на багатоденні шторми, що вирували навколо. Він зізнався, що в цій небезпечній для життя ситуації свідомість здалася значно раніше за тіло (а також його човна). Щоб успішно завершити другу подорож, йому довелося навчитися переносити відсутність сну та частіше проводити аутогенні вправи. Останні він описав, як періоди молитви, медитації, аутотренінгу, що перемежуються зміцненням підсвідомості за допомогою позитивних установок: «Я це зроблю» та «Тримаю курс на захід».
Його книга «Один в океані», де він описав свої подорожі, стала основою для рекомендацій Всесвітньої морської організації охорони здоров'я. Американське космічне агентство НАСА, яке планувало приводнення астронавтів в океані, також включило його рекомендації в інструкції для виживання.
У серії статей та книг (104 публікації) він описав досвід подорожі в океані та техніку аутотренінгу. Також Ліндеманн наполегливо закликав людей не намагатися повторювати його експеримент, оскільки «це безперечно гра зі смертю — і історія здійснених досі спроб показала, що смерть майже завжди перемагає».
На підставі власного досвіду Ліндеманн зробив висновок, що Ален Бомбар під час плавання двічі поповнював запаси прісної води та провізії, без цього він не зміг би вижити на солоній воді та рибі, як описував у своїй книзі Бад-Годесберг.

## У мистецтві
Про подорожі Ліндеманна було знято документальний фільм «Доктор Ханнес Ліндеманн повертається додому після плавання по Атлантиці на каное», 1956 рік", в 2004 році — поставлений документальний радіовистава «На складаному човні через Атлантику» (режисер Георг Ролофф).